# Páno Kyvídes
Páno Kyvídes (grec moderne : Πάνω Κυβίδες), ou simplement Kyvídes (Κυβίδες), est un village de Chypre situé dans le district de Limassol.